# Katarina von Bredow
Katarina von Bredow (Aneby, 16 februari 1967) is een Zweedse fulltime auteur voor jongeren en jongvolwassenen. Haar boeken gaan meestal over liefde en (een verboden) verlangen. Katarina is getrouwd en woont in het dorpje Väse. In 2013 werd haar de Zweedse Astrid Lindgrenprijs toegekend.

## Levensloop
Von Bredow besloot na de middelbare school om naar de kunstacademie in Stockholm te gaan. Daar wist ze lange tijd niet of ze kunstschilder of schrijver wilde worden. Al gauw ging ze schrijven en verscheen in 1991 haar eerste boek Ik en mijn broer, in 1994 in Nederland uitgebracht. In haar thuisland Zweden was het toen al een groot succes. Naast het Nederlands werd het boek vertaald in het Noors, Deens en Duits. In de jaren daarna verschenen van Katarina Kattskopror (1994), Knappt lovlig (1996) en Som om ingenting (1999).
- Bibsys: 90705196
- Bibliothèque nationale de France: cb12504759v (data)
- Gemeinsame Normdatei: 12053021X
- International Standard Name Identifier: 0000 0000 5464 0311
- Library of Congress Control Number: n92050420
- Nederlandse Thesaurus van Auteursnamen: 114888590
- LIBRIS: 203294
- Système universitaire de documentation: 034275614
- Virtual International Authority File: 41945855
- WorldCat: E39PBJjdcYchpJTrPVWF4gRqcP